# Église Saint-Martin de Lieuran-lès-Béziers
L'église Saint-Martin de Lieuran-lès-Béziers est une église partiellement romane située à Lieuran-lès-Béziers dans le département français de l'Hérault en région Occitanie.

## Historique
L'église, citée en 1145, est édifiée au XIIe siècle en style roman : elle conserve de cette époque le chevet, la travée de chœur et la tour.
Au XIXe siècle, la nef fut détruite et on en édifia une nouvelle de style néo-roman.

## Architecture
Les éléments conservés de l'époque romane (XIIe siècle) se concentrent à l'est : le chevet, la travée de chœur et le clocher.
Le sobre chevet roman pentagonal est édifié en pierre de taille assemblée en grand appareil et est percé de deux fenêtres cintrées dont l'une, la fenêtre axiale, est ornée d'un cordon de basalte. Il est sommé d'une corniche moulurée et surmonté d'un clocheton en pierre blanche de style néo-classique.
Le chevet est prolongé par une travée de chœur qui n'est visible qu'au nord et est masquée au sud par le clocher .
Le haut clocher carré, auquel un escalier donne accès au sud, est percé, au rez-de-chaussée, d'une petite fenêtre cintrée placée près du chevet et, au dernier niveau, de deux baies cintrées à l'encadrement de pierre saillant, l'une ajourée (au nord) et l'autre murée (au sud).
Les façades de la nef sont édifiées dans un style néo-roman soigné, en pierres de taille soigneusement appareillées. La façade sud présente quatre travées séparées par de hauts pilastres et percées chacune d'un couple de baies géminées flanquées de colonnettes. La façade nord, plus courte, ne compte que trois travées dont l'une est percée d'un portail néo-roman richement décoré.

Le chevet
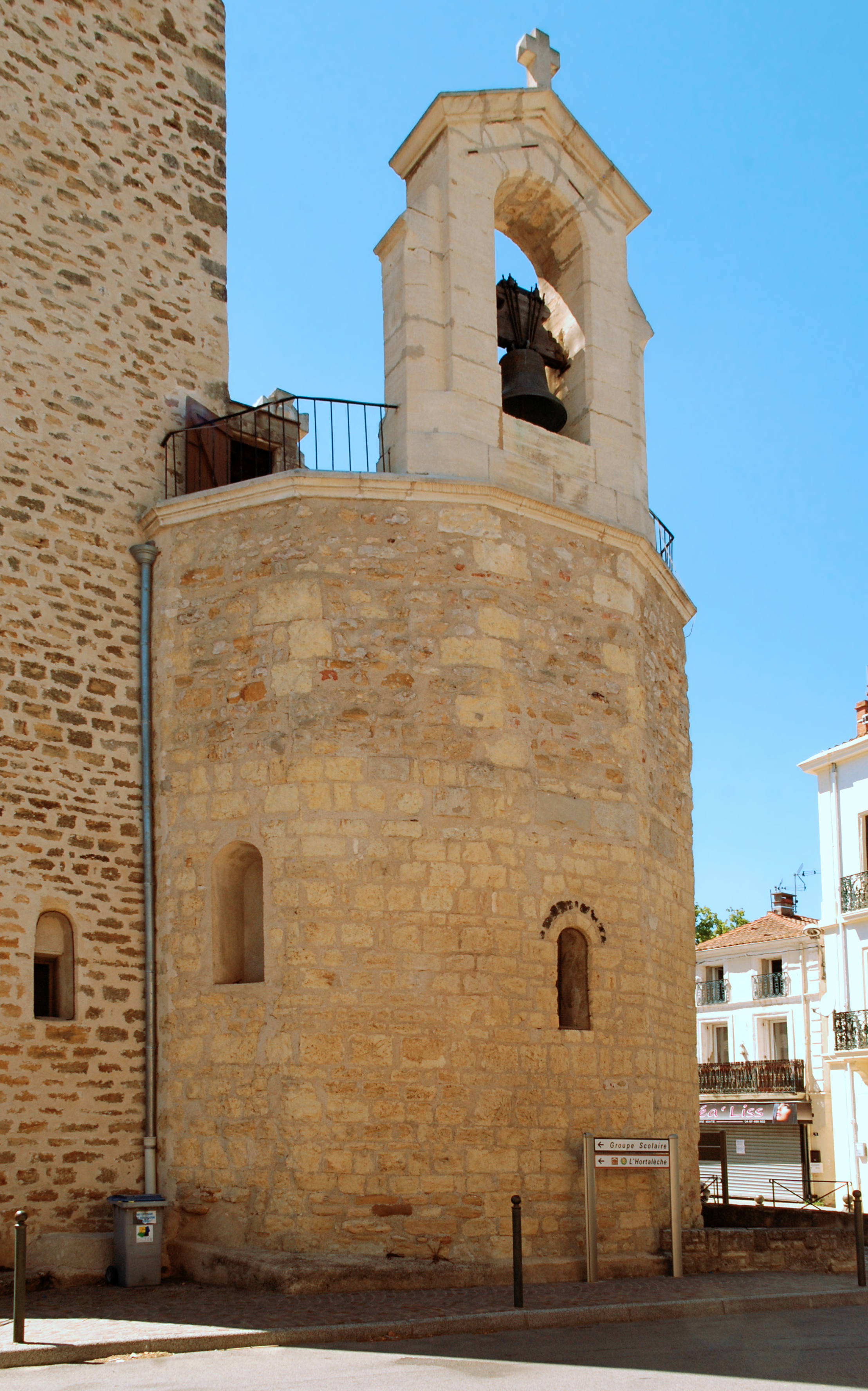
Le chevet et le clocheton.
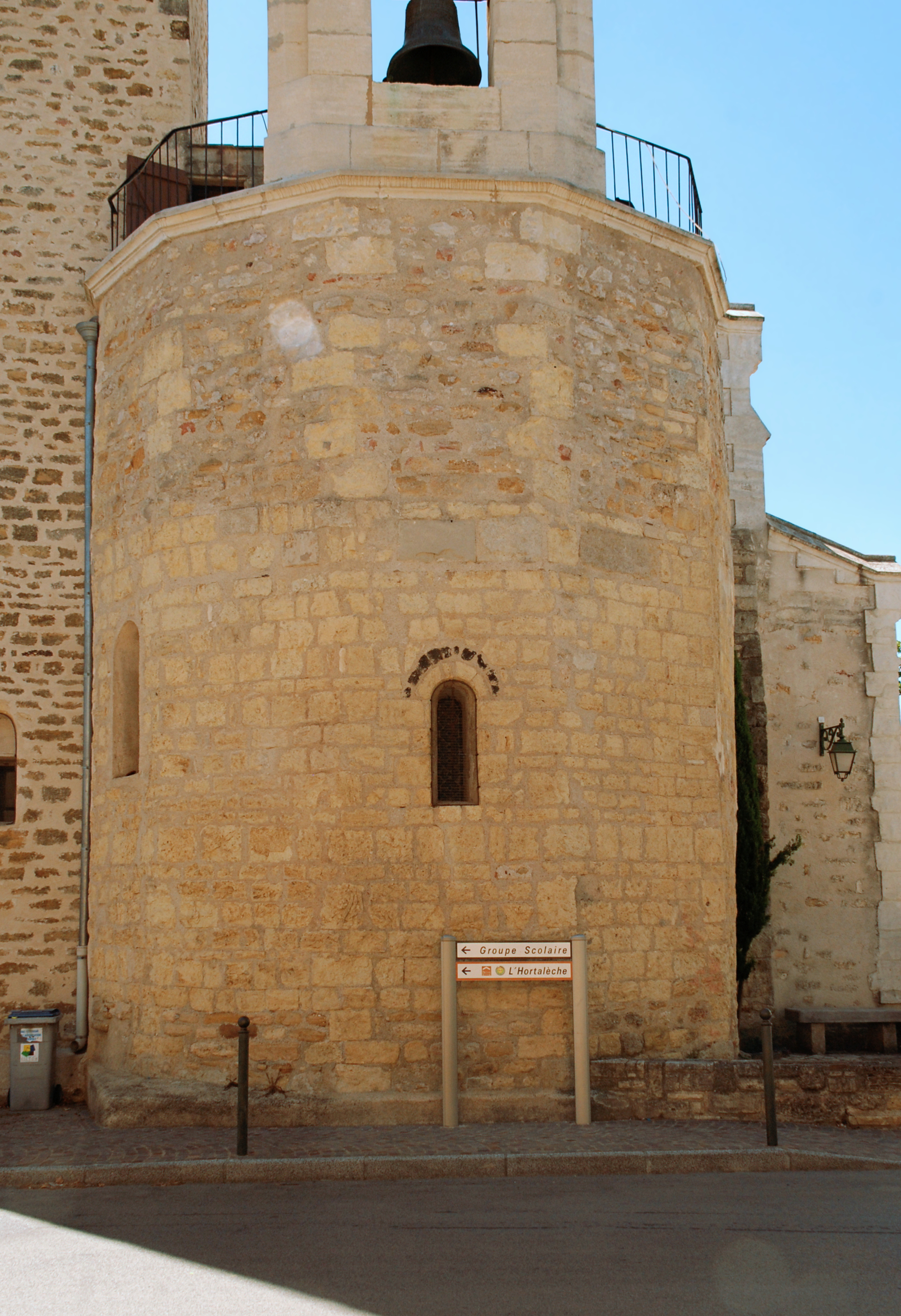
Le chevet pentagonal.
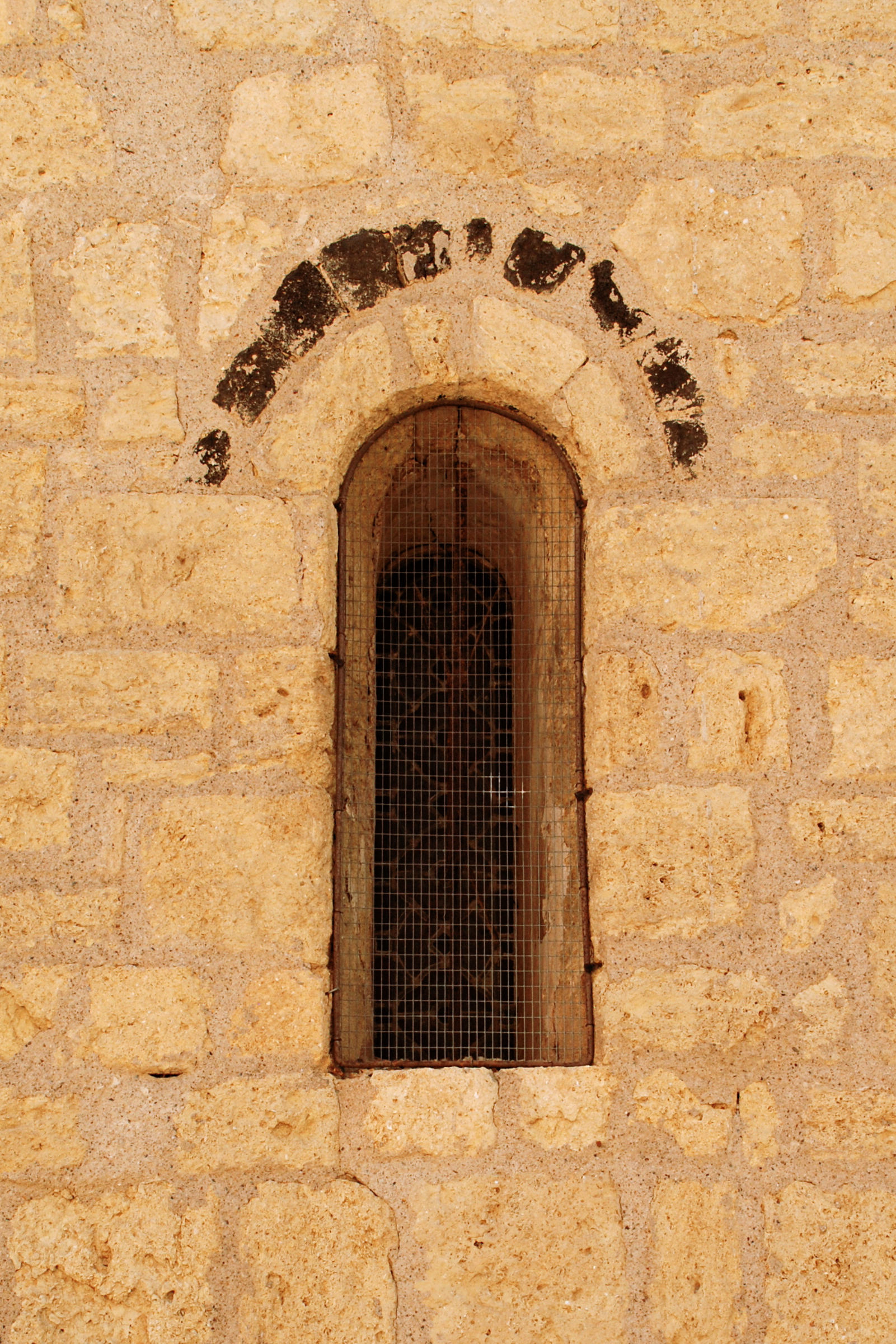
La fenêtre axiale.